# デスモシン
デスモシン(Desmosine)は、ピリジンに3分子のアリシンの側鎖と1分子のリシンの側鎖が結合した構造の有機化合物である。分子式はC24H40N5O8、分子量は526.603、CAS登録番号は[11003-57-9]である。
デスモシンは、ジスルフィド結合のようにポリペプチド鎖の交差する部分に使われる。デスモシンはエラスチンで見られ、黄色のもとになっている。